# Stazione di Banghak
La stazione di Banghak (방학역 - 放鶴驛, Banghaksan-yeok) è una stazione ferroviaria di Seul situata sulla linea Gyeongwon e servita dalla linea 1 della metropolitana di Seul. Si trova nel quartiere di Nowon-gu, a nord-est del centro della capitale sudcoreana.

## Linee e servizi
Korail
● Linea 1 (ufficialmente, linea Gyeongwon) (Codice: 115)

## Struttura
La stazione è realizzata su viadotto, con due binari di corsa e due marciapiedi laterali.
| 1 | ■ Linea Gyeongwon | per BDobongsannghaksan, Uijeongbu, Dongducheon e Soyosan |
| 2 | ● Linea 1         | per Cheongnyangni, Seul, Yongsan, Guro e Incheon         |

## Stazioni adiacenti
| «                    | Servizio | »         |
| Linea 1              | Linea 1  | Linea 1   |
| -------------------- | -------- | --------- |
| Dobong               | Locale   | Changdong |
| L'espresso non ferma |          |           |